# Discodermia claviformis
Discodermia claviformis är en svampdjursart som beskrevs av Kieschnick 1896. Discodermia claviformis ingår i släktet Discodermia och familjen Theonellidae.
Artens utbredningsområde är havet kring Indonesien. Inga underarter finns listade i Catalogue of Life.